# 卡斯滕·多米尼克
卡斯滕·多米尼克（德語：Carsten Dominik，1961年—），男，德国天文学家，现任阿姆斯特丹大学安东·潘涅库克研究所教授、所长。